# Aegophagamyia lata
Aegophagamyia lata är en tvåvingeart som beskrevs av H. Oldroyd 1963. Aegophagamyia lata ingår i släktet Aegophagamyia och familjen bromsar.
Artens utbredningsområde är Madagaskar. Inga underarter finns listade i Catalogue of Life.